# Cedar Bluff (Alabama)
Cedar Bluff é uma cidade  localizada no estado americano de Alabama, no Condado de Cherokee.

## Demografia
Segundo o censo americano de 2000, a sua população era de 1467 habitantes.
Em 2006, foi estimada uma população de 1568, um aumento de 101 (6.9%).

## Geografia
De acordo com o United States Census Bureau, a localidade tem uma área de 10,7 km², dos quais 10,3 km² cobertos por terra e 0,4 km² cobertos por água. Cedar Bluff localiza-se a aproximadamente 179 m acima do nível do mar.

## Localidades na vizinhança
O diagrama seguinte representa as localidades num raio de 32 km ao redor de Cedar Bluff.